# Lady Sarashina
Lady Sarashina ist eine Oper in neun Szenen von Péter Eötvös (Musik) mit einem Libretto von Mari Mezei nach dem Sarashina Nikki, dem Tagebuch der japanischen Hofdame Sugawara no Takasue no Musume aus dem 11. Jahrhundert. Die Uraufführung fand am 4. März 2008 in der Opéra National de Lyon statt.

## Handlung
Ouvertüre (Vokaltrio). Die Klänge der Tempelglocke am Ende der Nachtwache sorgen für das Gefühl, hundert Herbstnächte durchgewacht zu haben.
Erste Szene. Frühling (Lady Sarashina, Vokaltrio). Jedes Jahr, wenn im Frühling die Blüten herauskommen, wird Lady Sarashina an den Tod ihrer Amme erinnert.
Zweite Szene. Wächter (Lady Sarashina, Prinzessin, Kaiserin, Wächter/Hofnarr/Bote). Vor langer Zeit war ein Palastwächter dafür zuständig, das „große Feuer“ zu hüten. Während er den Garten fegt, singt er ein sehnsuchtsvolles Lied über seine Heimat. Die Lieblingstochter des Kaisers bittet ihn, ihr diesen Ort zu zeigen. Der Wächter trägt sie sieben Tage und Nächte auf seinem Rücken bis nach Musashi. Die von Kaiser und Kaiserin ausgesandten Boten finden die Prinzessin erst nach drei Monaten. Diese ist jedoch glücklich in der Heimat des Wächters und teilt ihnen mit, dass das Schicksal sie dorthin geführt habe. Die Kaiserin sieht ein, dass sie ihre Tochter nicht zurückbekommen wird. Fortan werden nur noch Frauen zum Hüten des Feuers eingesetzt.
Dritte Szene. Pilgerfahrt (Lady Sarashina, junge Dame, Mutter, Vater). Lady Sarashina leidet in ihrem abgeschiedenen Bergdorf unter Einsamkeit. Sie träumt von regelmäßigen Besuchen eines Edelmanns und hofft, dass sich ihre Lage ändert, wenn ihr Vater eine bessere Stellung bekommt. Schließlich erhält der Vater eine Position in einer sehr fernen Provinz, in die er seine Familie nicht mitnehmen kann. Nach seiner Abreise gibt es noch weniger Besucher. Lady Sarashina überredet ihre Mutter, mit ihr eine Pilgerfahrt zu unternehmen. Die Mutter fürchtet sich jedoch so sehr vor dem gefährlichen Weg, dass sie nur den nahegelegenen Tempel von Kiyomizu-dera erreichen.
Vierte Szene. Traum mit der Katze (Lady Sarashina, junge Dame, Schwester, Katze). Am Ende einer Frühlingsnacht findet Lady Sarashina eine ungewöhnlich schöne Katze. Sie bringt sie im Nordflügel des Hauses unter. In einem Traum teilt ihr die Katze mit, dass sie die wiedergeborene Tochter des Dainagon (eines hohen Staatsbeamten) sei, die mit Lady Sarashinas Schwester eng befreundet war. Von da an bleibt die Katze im Haupthaus. Im nächsten Jahr kommt die Katze bei einem Brand ums Leben. Die Szene endet mit einem Requiem aller vier Sänger.
Fünfte Szene. Mond (Lady Sarashina, Vokaltrio). In einer hellen Vollmond-Nacht im Herbst kann Lady Sarashina nicht einschlafen. Sie hat den Eindruck, dass der Mond weint, und wird melancholisch.
Sechste Szene. Spiegeltraum (Lady Sarashina, Mädchen/Traumdame, Mutter/Traumdame, Priester). Lady Sarashina diktiert einen Brief, in dem sie davon schreibt, dass ihre Mutter einen Spiegel für den Hase-Tempel bestellt habe. Ein Priester will nach einem Gebet die Zukunft Lady Sarashinas voraussagen. Er sieht im Spiegel eine klagende Gestalt auf dem Boden und auf der anderen Seite den blühenden Garten und Singvögel. Lady Sarashina ignoriert den Traum und schreibt ein Gedicht über das düstere Schicksal und das glückliche Leben.
Siebente Szene. Dunkle Nacht (Lady Sarashina, junge Dame, Hofdame, edler Herr). Die junge Dame und eine Hofdame singen von der vergeblichen Suche nach Muscheln am Strand. In einer sehr dunklen Nacht beobachteten Lady Sarashina und eine andere Hofdame die Priester einer Kapelle. Sie sind beeindruckt vom Auftreten eines edlen Herrn. Der Herr spricht mit Lady Sarashina über das Erscheinungsbild des Himmels in den Nächten der verschiedenen Jahreszeiten. Nachdem er gegangen ist, bemerkt Lady Sarashina, dass er keine Ahnung davon hatte, wer sie war.
Achte Szene. Erinnerung (Lady Sarashina, junge Dame, edler Herr). Im achten Monat des nächsten Jahres begleitet Lady Sarashina die Prinzessin zum Kaiserpalast. Dort begegnet sie unerwartet dem edlen Herrn wieder, der jene düstere Nacht nie vergessen hatte. Er verspricht, ihr in der nächsten solchen Nacht auf der Flöte vorzuspielen. Doch dazu kommt es nie.
Neunte Szene. Schicksal (Lady Sarashina, Monolog). Lady Sarashina erinnert sich an die Prophezeiung des Priesters. Sie fühlt sich jetzt wie die traurige Gestalt in dessen Traum.
Epilog. Instrumental.

## Gestaltung
Die Textvorlage ist unter dem japanischen Titel Sarashina Nikki bekannt. Ein Nikki ist eine Art poetisches Tagebuch, das nicht nur chronologisch aufgezählte Ereignisse, sondern auch Legenden und kurze Gedichte der Gattung Tanka enthält. Diese bestehen aus fünf Versen mit 5–7–5–7–7 Silben, also insgesamt 31 Silben bzw. Moren.:4
Eötvös setzt die Stimmen der Darsteller auf unterschiedliche Weise ein. Es gibt geflüsterte und auf unterschiedliche Weise gesprochene Passagen. Gelegentlich werden Mikrofone verwendet. Beispielsweise trägt das Vokaltrio schon während der Ouvertüre ein mit Mikrofonen verstärktes geflüstertes Tanka vor. Das groß besetzte Orchester enthält umfangreiches Schlagwerk mit vielen fernöstlichen Instrumenten. In Eötvös’ Vorgängerwerk As I Crossed a Bridge of Dreams wurde der Klangeffekt des Tagebuch-Schreibens der Lady Sarashina in Echtzeit durch Glocken mit Mikrofonverstärkung erzielt. In der Oper dagegen werden diese Klänge vorgefertigt und am Anfang und Ende des Stücks von CD eingespielt.:6f
Eötvös und Mezei beschrieben die Struktur folgendermaßen: „Die erste, fünfte und neunte Szene sind Monologe für Lady Sarashina, während die übrigen Szenen erfundenen Dingen, Anekdoten, kleinen Geschichten und Träumen gewidmet sind. Die ganze Oper ist nichts anderes als das Porträt einer Frau.“:51 Die fünfte Szene bildet das Zentrum der Oper. Sie ist zugleich die intimste der neun Szenen und besteht aus fünf Tankas. Vier davon (das erste, zweite, vierte und fünfte) beziehen sich auf den Mond und werden von Lady Sarashina gesungen. Das mittlere dritte Tanka dagegen ist dem Vokaltrio zugewiesen und spricht vom Frühling.:10
Das instrumentale Vorspiel der neunten Szene verarbeitet die Musik des Vokalquartetts vom Ende der vorangegangenen Szene. Die Oper endet mit einem kurzen instrumentalen Epilog aus Musikmaterial des mit „Glocken“ überschriebenen Schlusssatzes von As I Crossed a Bridge of Dreams.:13
Die Oper ist durchdrungen von östlicher Symbolik. Der Musikwissenschaftler Yan Mikirtumov wies in diesem Zusammenhang darauf hin, dass sich die neun Szenen der Oper auf den Stadtplan der alten japanischen Kaiserhauptstadt Heian-kyō beziehen lassen. Dieser folgte den strengen Regeln chinesischer Stadtplanung und war einem Schachbrett mit jeweils acht Reihen und Spalten nachgebildet. Die große Hauptstraße verlief vom Kaiserpalast im Norden aus nach Süden und kreuzte dabei neun kleinere Querstraßen. Jede Szene der Oper entspricht einer dieser Straßen – auf der östlichen Seite von Norden nach Süden, auf der westlichen Seite gespiegelt von Süden nach Norden. Diese beiden Reihen entsprechen den beiden „Gesichtern“ des Mondes, dem Neumond und dem Vollmond. Der Mond als zentrales Bild der Oper befindet sich somit in beiden Fällen im Zentrum. Die umgebenden Szenen bilden gleichsam „fünf Umlaufbahnen des Monduniversums“. Die beiden Mondphasen werden dem Komponisten zufolge auch musikalisch durch die Zahl Fünf dargestellt – durch die beiden Quint-Intervalle C–G und As–Es. Diese und die durch die ihre Überschneidung gebildeten beiden Sext-Intervalle C–As und G–Es bilden das Hauptmotiv der Oper.:14ff Die Fünf hat in dieser Oper überhaupt eine besondere Bedeutung. Ein weiteres Beispiel ist die Gesangslinie der Frühlings-Szene, in der Quintolen vorherrschen – ein Symbol für die Sakura mit ihren fünfzähligen Kirschblüten.:18
Die neun Szenen lassen sich in einem magischen Quadrat mit 3 × 3 Feldern so anordnen, dass die horizontalen, vertikalen und diagonalen Summen immer 15 ergeben (die Anzahl der Tage zwischen Neumond und Vollmond):
| 4 Traum mit der Katze | 9 Schicksal | 2 Wächter      |
| 3 Pilgerfahrt         | 5 Mond      | 7 Dunkle Nacht |
| 8 Erinnerung          | 1 Frühling  | 6 Spiegeltraum |

Darin beziehen sich die Szenen im Norden, Süden, Westen und Osten auf das Leben der Protagonistin, die Eckszenen dagegen auf die Traumwelt. Der Mond befindet sich im Zentrum.:12f

### Orchester
Die Partitur nennt folgende Orchesterbesetzung: 
- CD-Einspielung
- drei Klarinetten in A (3. auch Bassklarinette in B)
- Saxophon (Sopransaxophon in B, Altsaxophon in Es, Baritonsaxophon in Es)
- zwei Flöten (beide auch Piccolo, 2. auch Altflöte)
- Oboe (auch Englischhorn)
- zwei Fagotte (2. auch Kontrafagott)
- drei Hörner in F
- zwei Trompeten in B (2. auch Flügelhorn in B)
- drei Posaunen (2. auch Bassposaune)
- Tuba
- Schlagzeug (2 Spieler)
  - I. Crotales, Vibra, Röhrenglocken (1 Satz für zwei Spieler), Gong, drei Triangeln, kleine Trommel, Bongo, zwei Congas (tief und mittel), Tom, kleines chinesisches Becken, Tibet-Becken (große Glocke 30–38 ⌀ hängend), hohe Glocken, mittelgroße Glocken, Cabassa, große Güiro, Africain beans, Rin, Keisu, Tempelblock (groß), [Tam = 1 Tam für zwei Spieler, 80–100 cm ⌀], [handgroßer Kieselstein]
  - II. Crotales, Glockenspiel mit Pedal, Röhrenglocken, Gong, Triangel (hoch), kleine Trommel, große Trommel (horizontal, tief, auch „verge“), Steeldrum (mittel), Tam (1 Tam für zwei Spieler), Nietenbecken, Becken hoch, mittel und tief (auch Schrapstab), Peking-Oper-Beckenpaar (schwer, mit großer Glocke 18 cm ⌀), hohe Glocken, mittelgroße Glocken, zwei japanische Windglocken (6 cm), Metal-chimes, Africain beans, hölzernes Musikpult, handgroßer Kieselstein
- Harfe
- Celesta
- Streicher: sechs Violinen 1, fünf Violinen 2, vier Bratschen, drei Violoncelli, zwei Kontrabässe

## Werkgeschichte
Lady Sarashina ist eine erweiterte Neufassung von Péter Eötvös’ „Klangtheater“ As I Crossed a Bridge of Dreams, das bei den Donaueschinger Musiktagen 1999 uraufgeführt wurde. In diesem Werk verarbeitete er sieben Szenen aus einem Nikki (Tagebuch) einer japanischen Dichterin des 11. Jahrhunderts mit dem Notnamen Sugawara no Takasue no Musume, die später als „Lady Sarashina“ bezeichnet wurde. Eötvös hatte dieses Projekt vorgeschlagen, nachdem ihn der Posaunist Mike Svoboda um ein Concerto für Posaune und Orchester gebeten hatte. Von dem Tagebuch lag bereits eine englische Übersetzung von Ivan Morris vor, aus der Eötvös’ Ehefrau, die Librettistin Mari Mezei, die von ihm verwendete Textfassung erstellte. Es handelt sich um eine Mischung von Träumen, Realität und mystischen Begebenheiten, die ideal zu den „Traumklängen“ seiner Komposition passten. Musikalisch kombiniert das Werk nach Aussage des Komponisten „radiophonisches Hörspiel, die Geräuschspuren von Zeichentrickfilmen, also Soundtracks von Cartoons, elektronische Klangtransformationen, Raumklang, Akustische Kunst sowie Film- und Theatermusik“ mit „einfachen visuellen Elementen“. Besetzt ist es mit vier Schauspielern (Lady Sarashina und drei „Traumstimmen“), Solo-Altposaune (als Alter-Ego der Lady), Solo-Kontrabassposaune und Instrumentalensemble.
2007 überarbeitete und erweiterte Eötvös das Werk im Auftrag der Opéra National de Lyon zu einer Oper. Diese Fassung verwendet bis auf wenige Sätze den vollständigen Text von As I Crossed a Bridge of Dreams. Eötvös ergänzte zwei weitere Szenen („Wächter“ und „Pilgerfahrt“) und nutzte die Musik nahezu wie ein Particell als Vorlage für die nun große Orchesterbesetzung. Die ursprünglich von den „Traumstimmen“ gesprochenen Texte werden nun größtenteils vom Vokaltrio gesungen. Die Rolle der Sarashina übernimmt eine Sopranistin. Zunächst dachte Eötvös daran, die Partie des edlen Herrn einer eigenen Bariton-Rolle zuzuweisen, so dass die Oper fünf Sänger benötigt hätte. Davon nahm er jedoch wieder Abstand.:50
Die Uraufführung fand am 4. März 2008 in der Oper von Lyon im Rahmen eines Japan-Opernfestivals statt. Die musikalische Leitung hatte Péter Eötvös. Inszenierung und Choreografie stammten von Ushio Amagatsu, das Bühnenbild von Natsuyuki Nakanishi und die Kostüme von Masatomo Ota. Mireille Delunsch sang die Titelrolle. Das Vokaltrio bestand aus Ilse Eerens (Sopran), Salome Kammer (Mezzosopran) und Peter Bording (Bariton). Es handelte sich um eine Koproduktion mit der Opéra-Comique Paris, wo das Werk mit Mary Plazas in der Titelrolle im Februar 2009 gespielt wurde. Im April 2013 wurde die Produktion mit Anu Komsi in der Titelrolle auch im Warschauer Teatr Wielki gespielt.
Die Uraufführungsproduktion wurde als „beste musikalische Schöpfung“ („meilleure création musicale“) mit dem französischen Prix du Syndicat de la critique 2007/2008 ausgezeichnet.
Die ungarische Erstaufführung gab es im Oktober 2014 durch die Franz-Liszt-Musikakademie Budapest im Rahmen des Café Budapest Contemporary Arts Festival. Der Dirigent war Gregory Vajda. Die Inszenierung stammte von András Almási-Tóth. Die Produktion wurde im September 2015 auch konzertant bei der Triennale Mailand im Rahmen eines ungarischen Opernfestivals gespielt. Im Juli 2018 wurde sie szenisch beim Armel Opera Festival im MuTh Wien gezeigt. Ein Video dieser Aufführung wurde bei Arte Concert bereitgestellt.
Ebenfalls im Oktober 2014 fand die portugiesische Erstaufführung im Teatro São Luiz Lissabon in einer Inszenierung von Rares Zaharia statt. Hier dirigierte Pedro Amaral.

## Aufnahmen
- 2001–2008 – Gregory Vajda (Dirigent), UZME Chamber Ensemble.
 Elizabeth Laurence (Lady Sarashina), Blythe Holcomb, Nadia Hardman und David Hill (Traumstimmen).
 As I Crossed a Bridge of Dreams.
 Studioaufnahme.[13]
- 4. März 2009 – Péter Eötvös (Dirigent), Orchester der Opéra National de Lyon.
 Mireille Delunsch (Lady Sarashina), Ilse Eerens (Sopran), Salome Kammer (Mezzosopran), Peter Bording (Bariton).
 Live aus der Opéra National de Lyon.
 Radiosendung vom 27. September 2009 auf France Musique.[14]
- 4. Juli 2018 – Gregory Vajda (Dirigent), Pannin Philharmonic Orchestra.
 Imai Ayane (Lady Sarashina), Yoshida Makiko (Sopran), Andrea Meláth (Mezzosopran), Máté Fülep (Bariton).
 Live vom Armel Opera Festival aus dem MuTh Wien.
 Videostream auf Arte Concert.[15]